# Henri III d'Anhalt-Aschersleben
Pour les articles homonymes, voir Henri III.
Henri III est un prince allemand de la maison d'Ascanie mort le 9 novembre 1307. Il est corégent de la principauté d'Anhalt-Aschersleben de 1266 à 1283, puis archevêque de Magdebourg de 1305 à sa mort.

## Biographie
Henri III est le fils cadet du prince Henri II d'Anhalt-Aschersleben et de son épouse Mathilde, fille d'Othon Ier de Brunswick.
Après la mort de leur père en 1266, Henri et son frère ainé Othon Ier héritent conjointement de la principauté d'Anhalt-Aschersleben. Comme ils sont encore mineurs, ils sont placés sous la régence de leur mère Mathilde jusqu'à ce qu'ils soient déclarés adultes en 1270.
Destiné à l'Église dès son jeune âge, Henri III devient chanoine à Magdebourg en 1274, puis prévôt de Saint-Blaise de Brunswick en 1281. Il renonce à tous ses droits sur Aschersleben en faveur d'Othon Ier en 1283. Élu archevêque de Magdebourg en 1305, il prend possession de son siège en 1306, mais meurt l'année suivante.